# Cheung Po Tsai
Cheung Po Tsai (en cantonés, Jēung Bóu Jái en transcripción Yale) o Chang Pao Tsai (en Wade-Giles) (en chino tradicional, 張保仔; en chino simplificado, 张保仔; pinyin, Zhāng Bǎozǎi) fue un pirata chino del siglo XIX. También se lo conocía como  Cheung Po/Chang Pao/Zhang Bao ("Cheung Po Tsai", que literalmente significa "Cheung Po el joven").
Varios sitios de Hong Kong están relacionados con Cheung Po Tsai:
- La cueva de Cheung Po Tsai, en la isla de Cheung Chau. Es una cueva pequeña, que según se dice es el sitio en el que escondía su tesoro;
- Cheung Po Tsai construyó varios templos dedicados a la diosa Tin Hau y actividades marinas en Ma Wan, Cheung Chau, y Stanley.
- La embarcación de recreo que comparte su nombre en cantonés con el de Aqua Luna para turistas occidentales.

## Biografía
Era un pirata famoso en Hong Kong, su padre era un pescador que vivía en Xinhui de Jiangmen. Cheung Po  fue raptado por el pirata Cheng I y su esposa Ching Shih cuando tenía 15 años de edad. Se convirtió en el amante del pirata y fue adoptado por sus raptores como su hijo. Al morir Cheng I, Ching Shih tuvo un amorío con su hijo adoptivo y se casó con él, nombrándolo su lugarteniente. Posteriormente Cheung Po se hizo cargo del negocio de piratería de sus padres adoptivos.
Cheung Po Tsai estuvo activo en la zona costera de Guangdong durante la dinastía Qing. Se dice que llegó a tener 40.000 seguidores y su flota contaba con 600 barcos. Cheung Po se rindió al gobierno chino en 1810 convirtiéndose en capitán de la flota imperial Qing. El resto de su vida gozó de un confortable puesto gubernamental.

## En la cultura popular
- La película de acción rodada en 1973 en Hong Kong The Pirate (Da hai dao) contaba con Cheung Po Tsai como su personaje principal.[1]

- La película Piratas del Caribe: en el fin del mundo presenta un pirata llamado Sao Feng que es miembro de la corte Brethren.  Este personaje se encuentra inspirado en  Cheung Po Tsai, aunque la película transcurre muchos años antes de su existencia.